# Nyvångs gruvmuseum
Nyvångs gruvmuseum är ett arbetslivsmuseum i Nyvång i Åstorps kommun. Det skildrar historien om Sveriges största kolgruva och det samhälle som byggdes upp kring gruvan.

## Museet
Museet, som drivs av den ideella föreningen Nyvångs Gruva, är inrymt i gruvans tidigare i maskinhus som Höganäsbolaget skänkte till Åstorps kommun när gruvan lades ned. Här finns fullskalemodeller av arbetsrum under jord, med verktyg och maskiner, och ett kök från en arbetarbostad på 1950-talet samt en utställning av geologiska fynd. Bland de fossil som ställs ut finns fynd från gruvorna i Nyvång och Bjuv samt fotavtryck från dinosaurier som hittats i Vallåkra. Dessutom finns fynd från kolbrytningen på Svalbard. Föreningen har också samlat ett stort antal bilder, skrifter och berättelser från gruvans mångåriga historia.

## Historik
Schakt Carl Cevin började sänkas år 1907 i den stenkolsförande formation som sträcker sig från Ekeby och Billesholm till Höganäs. Schaktet togs sedan i drift fyra år senare. Gruvan uppkallades efter bankiren och investeraren Carl Cervin den yngre. Det tog flera år innan investeringen gav avkastning. År 1916 övertogs gruvan av Höganäsbolaget som drev den till nedläggningen 1966. Som mest arbetade 500 personer under jord i gruvan, som med sitt 100 meter djupa schakt och 50 mil gruvgångar efterhand blev Sveriges största med en produktion på totalt 7 miljoner ton. Idag är gruvgångarna vattenfyllda och gruvschaktet täckt av en betongplatta.

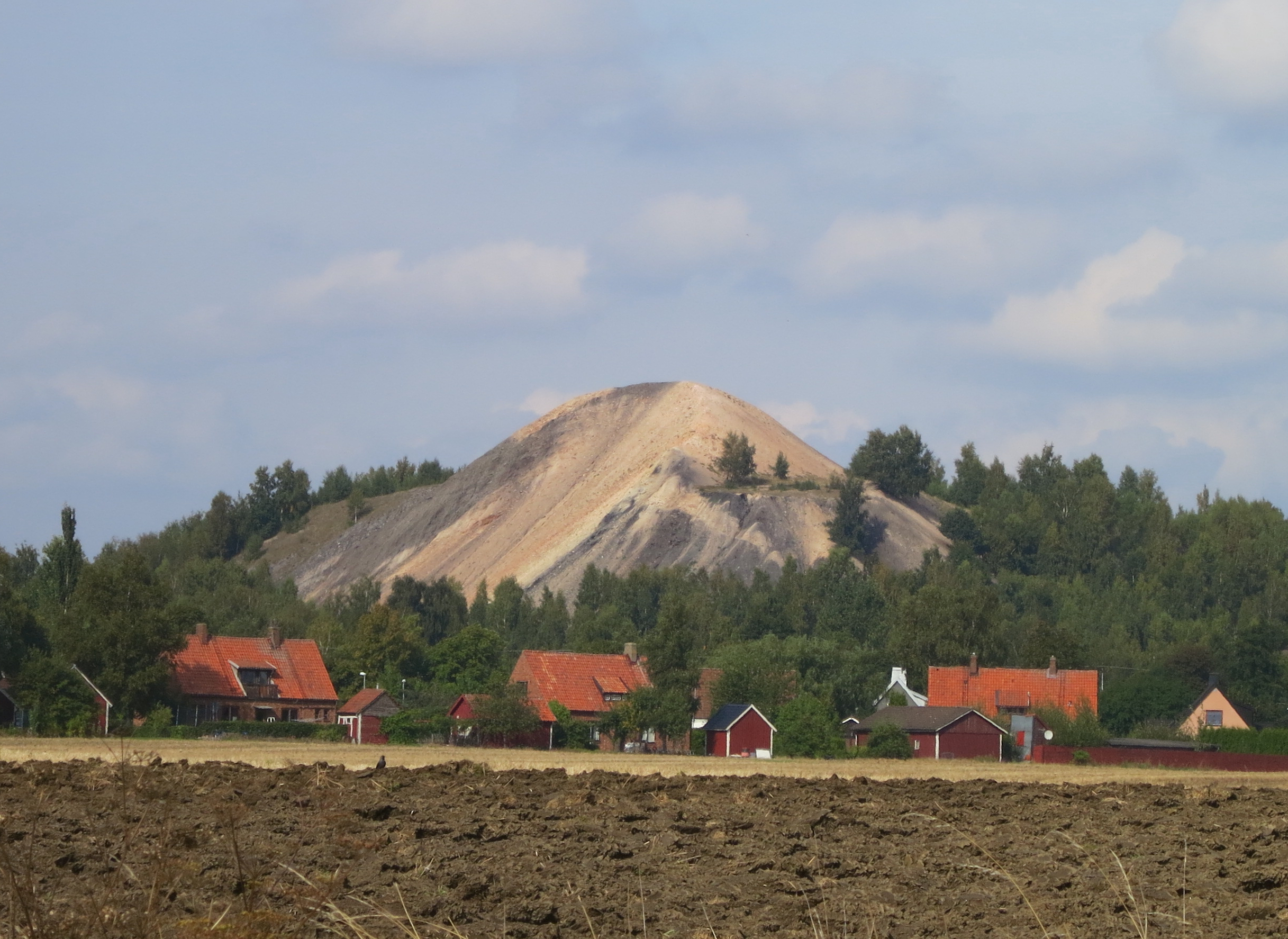
Den 60 meter höga kullen med gruvavfall.

Det obrukbara materialet från gruvan lades i en hög som idag är 60 meter hög och har blivit ett monument över gruveran. Den innehåller 2 miljoner ton gruvavfall och är klassad som kulturminnesmärke. Högen kan nås från museets parkeringsplats, och utmed stigen till toppen finns gröna ytor med plats för lek och picknick och skyltar som beskriver högens historia.